# Aixirivall
Aixirivall és un nucli de població del Principat d'Andorra situat a la parròquia de Sant Julià de Lòria. L'any 2009 tenia 816 habitants.
Hi ha l'església del segle xvi de Sant Pere d'Aixirivall.